# Начала термодинамики
Начала термодинамики — совокупность лежащих в основе термодинамики независимых друг от друга постулатов, имеющих эмпирическое происхождение и до сих пор не опровергнутых практикой и научными экспериментами. Начала термодинамики развивают взятые из опытных фактов понятия с целью создания формального аппарата теории, однако с логической точки зрения приводимый ниже традиционный перечень законов термодинамики не представляет собой полноценной системы аксиом. Кроме того, термодинамика использует также и опытные факты, не содержащиеся в её основных законах.
Законы термодинамики не базируются на рассмотрении упрощённых моделей объектов и явлений, то есть носят универсальный характер и выполняются независимо от конкретной природы образующих макроскопическую систему тел. Обоснование законов термодинамики и их связь с законами движения микрочастиц, из которых построены макроскопические тела, даёт статистическая физика. Она же позволяет выяснить границы применимости законов термодинамики.

## Перечень начал термодинамики
- «Минус первое» начало термодинамики представляет собой положение о существовании термодинамического равновесия[6]. В отечественной литературе этот постулат часто называют общим началом термодинамики[7][8]. «Минус первое» начало используют в аксиоматических системах построения термодинамики, основанных на представлениях о контактных равновесиях[9][10][11] и законе сохранения обобщённых координат[12][13]. В рациональной термодинамике использован подход, при котором не возникает необходимости в различении равновесных и неравновесных процессов[14] и аксиоматизации понятия термодинамического равновесия.
- Нулевое начало термодинамики позволяет на основе представления о контактном термическом равновесии ввести[15][16] некоторую функцию состояния системы, обладающую свойствами эмпирической температуры, то есть создавать приборы для измерения температуры. Равенство эмпирических температур, измеренных с помощью такого прибора — термометра, есть условие термического равновесия систем (или частей одной и той же системы).
- Первое начало термодинамики распространяет закон сохранения энергии на  термические системы и процессы, связанные с передачей энергии в форме теплоты[17].
- Второе начало термодинамики накладывает ограничения на направление термодинамических процессов, запрещая самопроизвольную передачу тепла от менее нагретых тел к более нагретым. Также формулируется как закон возрастания (неубывания) энтропии[18].
- Третье начало термодинамики говорит о недостижимости абсолютного нуля температуры посредством конечного числа термодинамических процессов, а также описывает поведение энтропии вблизи абсолютного нуля температур: энтропия стремится к постоянному значению, а все производные энтропии по термодинамическим переменным стремятся к нулю[19].

П. Т. Ландсберг дополнил приведённый выше перечень четвёртым законом термодинамики, согласно которому в каждый момент времени для описания состояния однородных открытых равновесных и неравновесных систем используют тот же набор переменных, что и для однородных закрытых равновесных систем, дополненный переменными, характеризующими химический состав системы.